# Głuchowo (Kościan)
Pour les articles homonymes, voir Głuchowo.
Głuchowo (prononciation : [ɡwuˈxɔvɔ]) est un village polonais de la gmina de Czempiń dans le powiat de Kościan de la voïvodie de Grande-Pologne dans le centre-ouest de la Pologne.
Il se situe à environ 5 kilomètres au nord-ouest de Czempiń (siège de la gmina), à 11 kilomètres au nord de Kościan (siège du powiat) et à 28 kilomètres au sud de Poznań (capitale régionale).
Le village possède une population de 827 habitants en 2009.

## Histoire
De 1975 à 1998, le village faisait partie du territoire de la voïvodie de Poznań.

Depuis 1999, Głuchowo est situé dans la voïvodie de Grande-Pologne.